# Vasco de Mello
Vasco Jose de Mello (Cascais, 27 de outubro de 1956) e' um empresário português.
Vasco de Mello provem de uma família com grande tradição empreendedora e empresarial em Portugal, em que sobressai, no século XX, a atividade do seu bisavô, Alfredo da Silva, como líder do Grupo CUF.
Completou um BSc em Gestão de Empresas, pelo American College of Switzerland, pais onde a sua família se estabeleceu na sequencia do 25 de abril de 1974, e da estatização das suas empresas. A seguir viveu nos EUA, onde teve a sua primeira experiencia profissional no Citibank, e passou também pelo Brasil.
Com a estabilização da democracia em Portugal, e a abertura das empresas nacionalizadas na revolução ao capital privado, Vasco 
de Mello voltou definitivamente a Portugal. Juntava-se entao ao  pai, José Manuel de Mello, na constituição do Grupo José de Mello. Nesta holding, criada em 1989, o antigo vice-presidente do Grupo CUF recuperava parte do conglomerado, concentrando-se sobretudo no setor dos serviços, mas também na atividade química, outrora dominante na CUF. 
Em maio de 2004 sucederia ao pai na frente da Jose de Mello, como presidente do respetivo Conselho de Administração e da Comissão Executiva. Em finais do ano de 2020, cedeu a lideranca executiva ao irmao mais novo Salvador de Mello, mantendo-se como presidente do Conselho de Administração.
Durante a sua presidência, o grupo familiar geriu participações relevantes em empresas como o Banco Mello, a Brisa, CUF — entretanto, marca usada exclusivamente no setor de saúde do grupo, e que passou a constituir uma das suas principais atividades —, ATM, Bondalti — herdeira da área química da antiga CUF —, José de Mello Residências e Serviços, Efacec e Ravasqueira .